# غ/م
غ/م (بالإنجليزية: N/A)‏ هو اختصار لكلمتين يقصد بها غير موجود أو غير متوفر أو غير معروف وتستخدم غالباً في جدول معلومات بحيث تكون المساحة الحقل في الجدول صغيرة.